# Iphiaulax poultoni
Iphiaulax poultoni är en stekelart som först beskrevs av Szepligeti 1906.  Iphiaulax poultoni ingår i släktet Iphiaulax och familjen bracksteklar. Inga underarter finns listade i Catalogue of Life.